# Isabell Ost
Isabell Ost (ur. 21 października 1988 w Erfurcie) – niemiecka łyżwiarka szybka, brązowa medalistka mistrzostw świata.

## Kariera
Największy sukces w karierze Isabell Ost osiągnęła w 2011 roku, kiedy wspólnie ze Stephanie Beckert oraz Claudii Pechstein zdobyła brązowy medal w biegu drużynowym podczas dystansowych mistrzostw świata w Inzell. Był to jedyny medal wywalczony przez nią na międzynarodowej imprezie tej rangi. Na tych samych mistrzostwach była też szesnasta w biegu na 1500 m, co było jej najlepszym indywidualnym wynikiem na mistrzostwach świata. Była też między innymi dziesiąta na rozgrywanych rok później mistrzostwach Europy w Budapeszcie. Nigdy nie stanęła na podium indywidualnych zawodów Pucharu Świata, jednak odniosła dwa drużynowe zwycięstwa. Najlepsze rezultaty osiągała w sezonie 2011/2012, była jedenasta w klasyfikacji końcowej startu masowego. W 2010 roku wzięła udział w igrzyskach olimpijskich w Vancouver, gdzie w swoim jedynym starcie, biegu na 1500 m, zajęła 21. miejsce.